# Onthophagus batui
Onthophagus batui är en skalbaggsart som beskrevs av Huijbregts och Jan Krikken 2009. Onthophagus batui ingår i släktet Onthophagus och familjen bladhorningar. Inga underarter finns listade i Catalogue of Life.